# Condado de Scott (Kentucky)
O Condado de Scott é um dos 120 condados do estado americano de Kentucky. A sede do condado é Georgetown, e sua maior cidade é Georgetown. O condado possui uma área de 739 km² (dos quais 1 km² estão cobertos por água), uma população de 33 061 habitantes, e uma densidade populacional de 45 hab/km² (segundo o censo nacional de 2000). O condado foi fundado em 1792.